# Joan Giol
Joan Giol (Moià, 1807 — ????) fou mestre d'escola català.

## Obra
- Elementos de geografía para niños. Vic: Imprenta y Librería de Felipe Tolosa, 1843.
- Curso práctico de aritmética mercantil: para uso de los alumnos de las escuelas de primera educacion. Vic: Imprenta de José Trullas, 1846.[1]
- Reducciones de las pesas y medidas usadas actualment en el antiguo principado de Cataluña: á las mandadas establecer en todo el reino por la ley de 19 de julio de 1849, y como arreglo á las equivalencias recíprocas manifestadas en la real órden de 9 de diciembre de 1852, inserta en la gaceta de Madrid de 28 del mismo mes. Vic: Imprenta y Librería de Valls, 1853.